# Этнический флаг
Этни́ческий флаг — флаг, который символизирует определенную этническую группу.
Этнические флаги относятся к объединяющим политизированным символам, в категорию которых входят также слоганы, призывы, национальный костюм, национальный танец и песенное искусство.
Этнические флаги подразделяются на несколько групп: во-первых, это символы народов, ведущих кочевой образ жизни — к таким флагам относят, например, флаг цыган, принятый на Всемирном цыганском конгрессе в Лондоне в 1971 году. Во-вторых, этническими флагами называют флаги народов, проживающих на территории других государств и не имеющих собственного государственного образования — примерами таких флагов являются флаг аборигенов Австралии или саамский флаг. Иногда этническим флагом также называют гражданский флаг, то есть флаг, отличающийся от государственного и используемый на территории некоего государства частными лицами, но большинство вексиллологов не поддерживают такую трактовку.
- Флаг цыган
- Флаг австралийских аборигенов
- Флаг саамов